# Poa laxa ssp. fernaldiana
Poa laxa ssp. fernaldiana là một phân loài cỏ trong họ hòa thảo, thuộc chi poa.